# نيكيتا تيتوف
نيكيتا تيتوف هو فنان ورسام توضيحي وفنان ملصقات وفنان مسرحي وفنان رقمي من أوكرانيا.
بدأ الرسم منذ صغره، واعتبره هواية تافهة. بعد تخرجه من الكلية، اتجه إلى الرسم، الذي كان شغوفًا به للغاية. لقد أصبت فجأة بحساسية تجاه الدهانات الزيتية واضطررت إلى التخلي عن هذه التقنية. عمل رساما، يرسم القصص المصورة والملصقات لمنتجات من مختلف العلامات التجارية. وفي وقت لاحق ابتعد عن الرسم تمامًا.
يعتبر نيكيتا تيتوف أندريه يرمولينكو، الذي لديه مشاريع مشتركة معه، بمثابة عرابه الإبداعي.